# Hemibystra erythrocephala
Hemibystra erythrocephala là một loài tò vò trong họ Ichneumonidae.